# Sauna Open Air Festival
Sauna Open Air Festival är en metal-festival i parken Ratinanniemi i Tammerfors Finland. Den anordnas sedan 2004.

## Medverkande efter årtal

### 2004
- Children of Bodom
- Diablo
- Dreamtale
- Finntroll
- Helloween
- Lordi
- My Fate
- Nightwish
- Swallow the Sun
- Tarot
- Thunderstone
- Twilightning
- Underwear

### 2005
- Amoral
- Deathchain
- Dio
- Dreamtale
- Kiuas
- Kotipelto
- Machine Men
- Megadeth
- Mokoma
- Moonsorrow
- Norther
- Pain
- Roctum
- Sentenced
- Slayer
- Sonata Arctica
- Teräsbetoni

### 2006
- April
- The Black League
- Blake
- Charon
- Cradle of Filth
- Diablo
- Ensiferum
- Finntroll
- The Flaming Sideburns
- Iggy & The Stooges
- Kiuas
- Lordi
- Stam1na
- Turmion Kätilöt
- Twisted Sister
- Verjnuarmu
- W.A.S.P.

### 2007
- Heaven and Hell
- Megadeth
- Sonata Arctica
- Type O Negative
- Sabaton

### 2008
- Children of Bodom
- Scorpions
- Whitesnake

### 2009
- Apocalyptica
- Finntroll
- Hammerfall
- Mötley Crüe
- Nightwish

### 2010
- Anvil
- Danzig
- Kiss
- Sonata Arctica

### 2011
- Helloween
- Judas Priest
- Ozzy Osbourne